# Val-Sonnette
Val-Sonnette – gmina we Francji, w regionie Burgundia-Franche-Comté, w departamencie Jura. W 2013 roku liczba ludności wynosiła 938 mieszkańców. 
Gmina została utworzona 1 stycznia 2017 roku z połączenia czterech ówczesnych gmin: Bonnaud, Grusse, Vercia oraz Vincelles. Siedzibą gminy została miejscowość Vincelles.